# 阮文立
阮文立（1927年—2021年6月25日），原名科斯塔斯·萨兰蒂蒂斯（希臘語：Κώστας Σαραντίδης），是一名出生于希腊的士兵，曾与越南獨立同盟會共同投身與第一次印度支那戰爭，以期为越南争取独立，摆脱法蘭西殖民帝國的统治。

## 早年生活
科斯塔斯·萨兰蒂蒂斯1927年生于希腊塞萨洛尼基，父母是小亚细亚难民。1943年第二次世界大战軸心國佔領希臘時期，萨兰蒂蒂斯因贩卖走私烟草被捕，被徒步押往德国納粹强制劳动营。后来他设法在維也納附近逃脱，还偷了一套军装。战争结束前，他一直都把自己伪装成一名德国人。

## 越南生涯
战争结束后，萨兰蒂蒂斯去往罗马，想被遣返回希腊。然而这是不可能的，因为他没有任何身份证明。萨兰蒂蒂斯被诱骗进法国外籍兵团，想着过一种充满冒险的生活，邂逅一些漂亮女人。加入军团后，萨兰蒂蒂斯先转到阿尔及利亚，1946年转到中南半島，被告知部署时间不长，任务就是解除日军武装，恢复秩序。萨兰蒂蒂斯反感法国殖民军队压迫当地居民的行为，待了两个月后，他联系了越南间谍，带着他的步枪和一挺机枪前去投誠。他取了越南名字“阮文立”，参加了多场战役，最后做到了上尉军衔。1949年，他获准加入印度支那共产党。
1954年战争结束后，越南南北分裂，萨兰蒂蒂斯退役，搬至北越。他的妻子是一名护士，其时被指控为反动分子入狱。萨兰蒂蒂斯当了一名德语翻译，后来又当了一名矿工。他和一越南女子再婚，与她有三个孩子。

## 希腊晚年
自在塞萨洛尼基被捕到50年代早期，萨兰蒂蒂斯都没有和家人联系，因为他们以为他已经死了。战争快结束时，他才开始与他们写信。1965年，他决定返回希腊。在他的一个兄弟帮助下，萨兰蒂蒂斯一家人弄到护照，搬到了塞萨洛尼基。彼时他已失业数月，面临严重经济困难。最后，他终于在彼施涅（Pechiney，一译贝奈、普基）找了份司机的工作，几年后退休。在希腊，萨兰蒂蒂斯加入了希臘共產黨，致力于帮助越南并促进希越关系。此外，萨兰蒂蒂斯还积极帮助那些受橙劑毒害的越南儿童。
2008年10月，萨兰蒂蒂斯陪同时任希腊总统卡罗洛斯·帕普利亚斯访问越南。2010年，萨兰蒂蒂斯获得越南公民身份和护照。2013年，萨兰蒂蒂斯获人民武装力量英雄称号。